# Здание Императорского Воспитательного дома
Здание Императорского Воспитательного дома — памятник архитектуры. Расположен в Санкт-Петербурге, современный адрес дома — набережная реки Мойки, 52.

## Архитектура
Здание было построено предположительно в конце XVIII-начале XIX века (архитектор неизвестен) и куплено для Воспитательного дома у Битепажа. Оно, как и идущие далее дом Штегельмана и дворец Разумовского, расположено в глубине участка.
В 1834—1835 годах П. С. Плавов пристроил к зданию флигель в четыре этажа и лазарет для младенцев. В 1839 году был утверждён проект Плавова по переделке старого здания, работа длились до 1843 года, фасады были оформлены в стиле позднего классицизма. На центральном ризалите главного фасада, обращённого к Мойке, был сделан портик с шестью колоннами ионического ордера и треугольным фронтоном. На фронтоне изображён кормящий пятерых детёнышей пеликан, символ Воспитательного дома.
Помещения нижнего этажа перекрыты крестовыми сводами, у коридоров и части помещений верхнего этажа своды полуциркульные. В главном вестибюле стоят четыре дорические колонны.

## История
Когда дворец Разумовского был отдан Сиротскому институту, Воспитательный дом переехал в это здание. С 1855 года обсуждался вопрос организации в нём домовой церкви, но её проект на 1500 человек авторства П. К. Нотбека был утверждён только 3 июля 1872 года. Церковь разместили на втором этаже и освятили 6 сентября 1872 года во имя св. Марии Магдалины. Двухсветный храм был разделён на нефы колоннами из коричневого мрамора, в конце века над храмом выстроили звонницу. Церковь была закрыта в 1918 году. Была переделана в клуб, в качестве такового используется до настоящего времени.
В 1868 году перед фасадом был открыт памятник И. И. Бецкому, увеличенная копия с мраморного бюста Я. И. Земельгака работы Н. А. Лаверецкого.

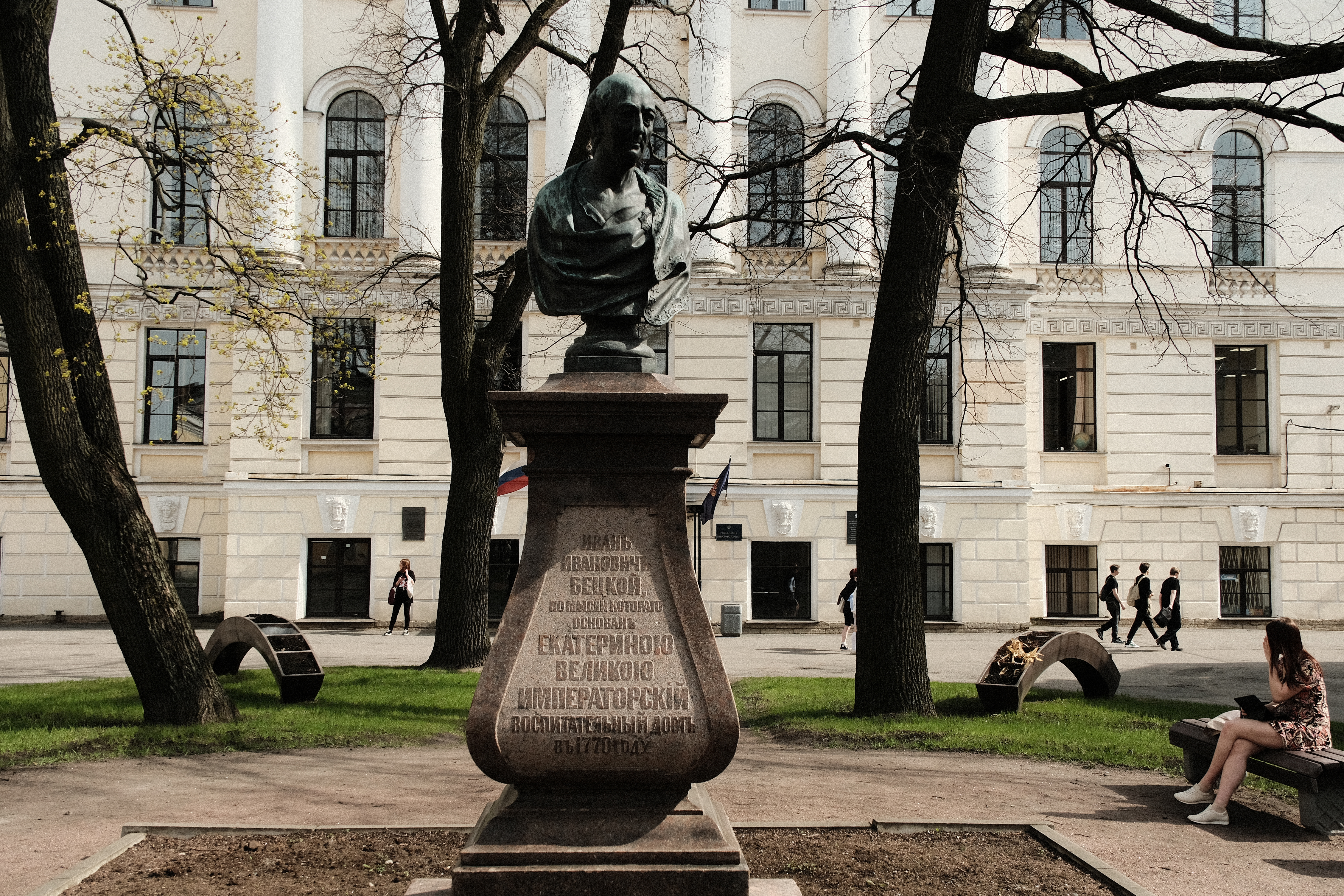
Бюст И. И. Бецкого

Перед Первой мировой войной в здании была акушёрская школа и родильное отделение.

## Современность
Здание занято Российским государственным педагогическим университетом им. А. И. Герцена.